# Флаг Кривого Рога
Флаг Кривого Рога (укр. Прапор Кривого Рогу) — официальный вексиллологический символ города Кривой Рог Днепропетровской области Украины.

## История
Утверждён решением № 30 II сессии XXIII созыва Криворожского городского совета от 20 мая 1998 года. В новой редакции утверждён решением № 903 Х сессии V созыва Криворожского городского совета от 28 февраля 2007 года.

## Характеристика
Квадратное полотнище вертикально разделено на зелёную и красную равновеликие части. На полотнище расположена композиция из белой казацкой пороховницы, над которой жёлтый дубовый трилистник с двумя желудями.

### Авторы
- Дабижа Н. К. — заместитель председателя горисполкома по вопросам образования и культуры;
- Бакальцев В. М. — архитектор, главный художник города, член Союза архитекторов Украины;
- Седнева С. А. — художница, член Городского художественного совета, член Союза художников Украины;
- Токарь В. И. — художник, главный редактор художественной газеты «Арт-Ателье», член Союза художников Украины.